# Liste der Einträge im National Register of Historic Places im Marshall County (Illinois)

Lage des Marshall County in Illinois

Die Liste der Einträge im National Register of Historic Places im Marshall County in Illinois führt alle Bauwerke und historischen Stätten im Marshall County auf, die in das National Register of Historic Places aufgenommen wurden.
| [ 2 ] | Name               | Bild               | Eintragsdatum        | Lage                                          | Ort      | Beschreibung |
| ----- | ------------------ | ------------------ | -------------------- | --------------------------------------------- | -------- | ------------ |
| 1     | Robert Waugh House | Robert Waugh House | 1978 ID-Nr. 78001170 | 202 School Street 41° 1′ 45″ N, 89° 26′ 24″ W | Sparland |              |